# Alan Guth

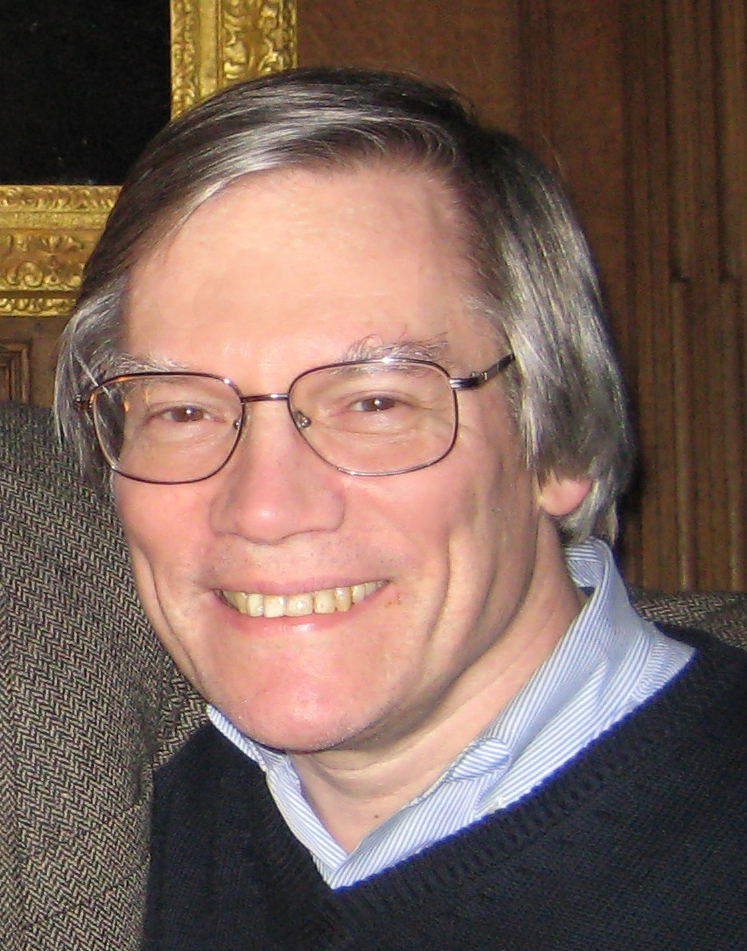
Alan Guth

Alan Guth (n. 27 februarie 1947, New Brunswick, New Jersey) este un fizician teoretician și cosmolog american.
Guth a cercetat teoria particulelor elementare (și modul în care teoria particulelor se aplică universului timpuriu). În prezent, este profesor de fizică la Institutul de Tehnologie din Massachusetts, el fiind autorul teoriei universului inflaționist.
El a absolvit MIT în 1968 în domeniul fizică unde a rămas pentru a lua un master și un doctorat, de asemenea, în fizică.
Lucrarea lui Guth  este considerată de pionierat in problema inflației inițiale a Universului, deși a fost considerată independent și mai profund de Andrei Linde și Alexei Starobinskii.

## Publicații
- Guth, Alan, "The Inflationary Universe: The Quest for a New Theory of Cosmic Origins". 1997. ISBN 0-201-32840-2 or ISBN 0-224-04448-6